# Kelty
Kelty est une ville située dans le Fife, en Écosse. En 2020 la population de Kelty est estimée à 6 760 habitants.